# Fénix (StarCraft)
Fénix es el nombre de un personaje ficticio de la saga de videojuegos Starcraft, creada por Blizzard. El Pretor Fénix es un importante personaje de StarCraft cuya edad roza los 398 años al inicio de la amenaza Zerg; Fénix fue uno de los primeros héroes Protoss presentados en la campaña de Starcraft 1. Se trata de un Protoss musculoso de ojos dorados, devoto al Khala y al combate. Es considerado un guerrero modelo debido a su destreza, valentía y fe.

## Primeros años de servicio
En su primera misión, Fénix formó parte de una legión cuya misión era rescatar al último hermano de otros cuatro fanáticos. Solo Fénix y el objetivo sobrevivieron. En otra ocasión, un ejecutor degradado y su legión asediaron la fábrica de La Roca, y Fénix fue enviado para protegerla, objetivo que logró.
El pretor y su legión fueron una vez capturados por piratas espaciales, que intentaron usarle para asesinar al Judicator Aldaris. Tras conseguir escapar, Fénix los persiguió y asesinó uno por uno. También, durante una misión de traslado de refugiados, Fénix y su grupo fueron atacados por una raza alienígena desconocida que los cazaban como si fuesen meras presas, y contra todo pronóstico, fue capaz de derrotarlos en un combate mano a mano, sobreviviendo a sus zarpas y ácido. A medida que escalaba en su casta, Fénix fue volviéndose una persona más importante, y fue invitado por el pretor Adomis a la ceremonia de jubilación del súper portanaves Antimond. Durante la ceremonia, la nave fue atacada por rebeldes Protoss y Fénix tuvo que encargarse de ellos. 
Su última misión, antes de la Gran Guerra, tuvo lugar en 2497 durante la celebración de Khasmas, durante la cual fue encerrado en una torre por los rebeldes. Con mucho trabajo y esfuerzo Fénix asesinó a todos los terroristas y a su líder.

## La Gran Guerra
Durante la invasión Zerg de Aiur, Fénix fue el encargado de defender la ciudadela de Antioch pero sus fuerzas fueron rápidamente superadas. En su ayuda, Aldaris envió a su viejo amigo y camarada, Artanis, recién nombrado ejecutor, y juntos expulsaron la amenaza Zerg. 
Tras esta batalla, el ejecutor forajido Tassadar contactó con ellos y les dio la forma de derrotar a los Zerg: tenían que asesinar a los Cerebrados, las mentes de la colmena. Pese a la oposición de Aldaris de seguir los consejos de Tassadar, a quien consideraba un hereje, Fénix apuesta por seguir esa advertencia, ya que Tassadar también fue una vez su amigo. Fénix lideró un grupo de soldados cuya misión era infiltrarse en una colmena mientras Artanis los distraía. El ataque resultó en fracaso, pues el Cerebrado resucitó ante sus ojos. Lo que ninguno de ellos sabía, ni siquiera el propio Tassadar, era que los Cerebrados sólo podían ser dañados por los poderes del Vacío, algo de lo que ellos carecían. Aldaris se tomó esto como la traición definitiva de Tassadar.
Para intentar acabar con la amenaza Zerg, Aldaris ordena una marcha sobre la provincia de Scion, liderada por Artanis, mientras Fénix se queda defendiendo la provincia de Antioch contra un nuevo ataque. Durante la Segunda Batalla de Antioch, el pretor es acorralado en un templo por varios hidraliscos, pero cuando se dispone a acabar con ellos, sus cuchillas psiónicas sufren una avería, por lo que los Zerg acaban con él fácilmente. Su cuerpo fue no obstante recuperado por los templarios y enviado al lejano planeta de Glacius, donde se le realizó un escáner cerebral para mantener todos sus recuerdos y guardarlos con la esperanza de poder reactivar el Proyecto Purificador. Tras esto, el cuerpo de Fénix fue reanimado y colocado en un exoesqueleto dragón para poder seguir sirviendo como soldado.
Cuando Tassadar y Artanis regresan de Char acompañados por Jim Raynor son sorprendidos por un Fénix resucitado. A pesar de que Tassadar lamenta su estado, Fénix declara que no hay mayor honor que el poder seguir sirviendo tras la derrota, y les informa de que han sido declarados herejes por Aldaris. Tras una intensa lucha contra el Cónclave, Tassadar decide entregarse para evitar un derramamiento de sangre mayor y permitir así que la lucha se centre en parar a los Zerg. Negándose a aceptar la muerte de Tassadar, Fénix y Raynor deciden rescatarlo, abriéndose paso a través de las instalaciones del Cónclave a la fuerza, llegando hasta la celda de estasis donde tenían atrapado a Tassadar, y lo liberan. Comienza entonces el ataque final contra la Supermente, líder de los Zerg. Mientras Tassadar y Artanis coordinan la lucha desde el portanaves Ganthritor, Fénix lidera el ataque por tierra, un movimiento que en realidad sólo tiene como objetivo distraer a la Supermente. Mientras esto ocurre, Zeratul, un templario tétrico que puede usar los poderes del Vacío, se infiltra en las colonias de zerg y asesina a los cerebrados.
Sin sus cerebrados, la Supermente estaba prácticamente indefensa. Fénix, Tassadar y Raynor dirigen entonces el ataque final. Durante la lucha, Tassadar se da cuenta de que no serán capaces de acabar con la Supermente fácilmente. Por ello, concentra energías luminosas y del vacío en el casco del Ganthritor y lo estrella contra la Mente de Colmena, muriendo ambos en el ataque y poniendo fin a la Gran Guerra.

### Misiones en las que aparece
- Protoss misión 1: Primer ataque
- Protoss misión 2: Dentro de las llamas
- Protoss misión 7: Tierra natal
- Protoss misión 8: La prueba de Tassadar
- Protoss misión 9: Los cazadores de sombras
- Protoss misión 10: El ojo de la tormenta

## La Guerra de las Razas
La muerte de la Supermente hizo que los zerg de todo Aiur se volviesen ferales. El Cónclave fue destruido y el setenta por ciento de la población murió. Fénix se unió a Aldaris, Zeratul y Raynor para unir y guiar a los supervivientes, quienes siguieron los planes del templario tétrico de viajar a Shakuras, el mundo de su gente, a través de la única puerta de distorsión activa. Al llegar al portal, una gran fuerza Zerg los atacó, y Fénix y Raynor lucharon contra ellos el suficiente tiempo para que los refugiados pudieran escapar. Aunque Fénix y Raynor no lograron pasar el portal lucharon para asegurar su integridad mientras los últimos refugiados pasaban, y cerrarlo, de forma que, ningún zerg pudiera llegar a Shakuras. A pesar de que les sobrepasaban en gran número, Fénix y Raynor decidieron luchar hasta el final. Mientras estaban allí, Fénix y Raynor fueron contactados por Sarah Kerrigan, quien les habló de la nueva Supermente y de los planes del Directorio de la Unión Terrestre (DUT) de controlarla. Un grupo de Protoss rescató al emperador Arcturus Mengsk del DUT, que acababan de derrotarle y se lo llevaron a Aiur.
El DUT los persiguió y, la base de los refugiados de Fénix fue destruida por los terráqueos y por algunos zerg, pero no antes que Raynor y Mengsk escaparan a través del portal. 
Fénix y Raynor volaron a Shakuras. Durante su estancia ahí, un arma nuclear explotó en el corazón de Nuevo Antioch, y Fénix ayuda a encontrar y cazar al responsable, quien resulta ser el hermano del jefe terrorista Nerazim a quien el pretor había ajusticiado hacía años.
Tras esto, Kerrigan contacta con ellos para ofrecerles una alianza peculiar con el objetivo de acabar con el DUT. Les pide que le ayóuden a destruir el emisor psiónico de Tarsonis para liberar a los Zerg del control del DUT y así debilitar sus fuerzas contra el Enjambre. Fénix no está del todo seguro del plan, pero decide apoyar a su amigo Raynor, quien aún sentía algo por Kerrigan, y ayudar a la Reina de Espadas.
Los héroes salen victoriosos y deciden que deben atacar Korhal, la capital del DUT. Para ello, necesitan robar un gran cargamento de mineral del complejo de Kel-Morian. Fénix, sin seguir realmente seguro de si está haciendo lo correcto o no, se ofrece para liderar un contingente de Zerg y asaltar la instalación. Durante la batalla se nos presenta un Fénix melancólico que desea vivir las antiguas, épicas y grandes aventuras de su juventud. Raynor se mete con él diciéndole que suena como un anciano, y Fénix declara que pese a su estado probablemente sería capaz de acabar con el Terran más fuerte en combate singular.
Finalmente, en el mundo conquistado por el DUT, Korhal (ex-capital del Dominio), Fénix y Raynor atacaron la mayor fortificación del DUT, mientras las tropas de Kerrigan asaltaban la base principal en Augustgrad. Mientras ellos derrotaban al DUT y a sus esclavos Zerg, Kerrigan y Samir Duran planearon una traición. Fénix, quien estaba descansando junto a sus guerreros, es sorprendido por este ataque, a pesar de nunca haberse fiado de Kerrigan, y se enfrenta cara a cara contra el Enjambre, resultando con su muerte. Al ver esto, Raynor declara que algún día será él quien acabe con la Reina de Espadas en venganza de su amigo.

### Misiones en las que aparece
- Protoss misión 1: Huida de Aiur

- Terran misión 6: La huida del emperador

- Zerg misión 3: El combinado de Kel-Morian

- Zerg misión 5: Traición

## Legacy of the Void
Cuatro años más tarde, cuando Artanis llega al planeta helado de Glacius, donde se rumoreaba que estaba oculta una antigua fábrica que trabajó en el Proyecto Purificador, se encuentra con el prototipo de un nuevo guerrero Protoss. La finalidad del proyecto Purificador era la de replicar las conciencias de los guerreros Protoss caídos en forma de inteligencias artificiales que serían introducidas en cuerpos robóticos. Al encender el prototipo, de forma similar a un centauro (cuatro grandes patas mecánicas y torso robótico de Protoss), Artanis descubre que las memorias utilizadas para este robot eran las de su viejo amigo y camarada Fénix tras su primera derrota en Aiur.
El robot habla y piensa como Fénix, y de hecho cree que es el Fénix original dentro de un exoesqueleto dragón. Artanis duda, pues aunque todo parece indicarle que es su amigo, no deja de sentirlo como un recuerdo de su gran pérdida. Cuando Fénix pregunta por Tassadar y Aiur, Artanis le da acceso a los registros de la nave, no sin antes advertirle de que lo que puede encontrar ahí podría no gustarle.
Cuando los Protoss viajan a Korhal para recibir el Artefacto Xel’Naga de manos de James Raynor, Artanis le explica a Fénix como su predecesor era un gran amigo del terran. Fénix le dice que no tiene ningún recuerdo sobre él, pero tras ver su valentía en combate afirma que entiende por qué eran tan cercanos.
En Ulnar, Fénix comienza a reflexionar sobre si es real o meramente una copia del Fénix original. Tras la llegada de Alarak, Primer Ascendiente Tal’Darim, a la Lanza de Adún, Fénix está en desacuerdo con el pacto de alianza que éste les ofrece, clamando que no tienen honor y sólo dicen mentiras. Alarak entonces le responde que es irónico que él hable de mentiras, cuando es una mentira en sí mismo. Tras esto, Fénix entra en una crisis de personalidad y decide que tendrá que buscar su propio camino.
Artanis y Fénix viajan al planeta Endion, en cuya órbita se sitúa la estación espacial Cybros, la cárcel de los antiguos Purificadores. Los héroes los liberan y consiguen llegar a un acuerdo con ellos: los Purificadores ayudarán en la guerra siempre y cuando Fénix sea su representante y se asegure de que son tratados como guerreros honorables, y no como simples robots. Es así como Fénix alcanza el cargo de Ejecutor Purificador.
Antes de la batalla final en Aiur, Fénix habla con Artanis sobre lo que lleva reflexionado y decide que él no es Fénix, sino otra entidad encargada, en parte, de proteger las memorias del guerrero. Como es un ser diferente, declara que se pondrá un nuevo nombre, Talandar, que en lengua Protoss significa “Aquel que porta un corazón valiente”, símil de que él porta las memorias de Fénix.

## Tabla de estadísticas
| Estadística             | Fénix Fanático      | Fénix Dragón                      | Talandar                          |
| ----------------------- | ------------------- | --------------------------------- | --------------------------------- |
| Puntos de salud         | 240                 | 240                               | 300                               |
| Puntos de escudo        | 240                 | 240                               | 500                               |
| Armadura                | 2 (+1 por mejora)   | 3 (+1 por mejora)                 | 0                                 |
| Armadura de los escudos | 0 (+1 por mejora)   | 0 (+1 por mejora)                 | 0                                 |
| Arma                    | Cuchillas psi       | Disruptor de fase                 | Cuchillas purificadoras           |
| Daño                    | 20                  | 45                                | 60 (+40 contra objetos blindados) |
| Ataques                 | 2                   | 1                                 | 1                                 |
| Rango de ataque         | 1 (cuerpo a cuerpo) | 6 (objetivos aéreos y terrestres) | 1 (cuerpo a cuerpo)               |
| Velocidad de ataque     | 1,3 ataques/segundo | 1,3 ataques/segundo               | 1,2 ataques/segundo               |
| Tamaño                  | Pequeño             | Grande                            | Enorme                            |
| Rango de visión         | 7                   | 8                                 | 10.                               |

## Personalidad
Al igual que el resto de guerreros Protoss, Fénix ha sido entrenado para no sentir el más mínimo atisbo de miedo en la batalla. Es tremendamente leal al Cónclave, ya que nunca cuestiona sus decisiones, y seguidor devoto del Khala, la religión Protoss. Sin embargo, su devoción no le impide ver que era Tassadar quien tenía la razón en el conflicto.
Fénix no ansía otra cosa más que defender Aiur de cualquier amenaza, y ya ha demostrado que es capaz de dar su vida por sus ideales, como reza el código templario: " mi vida por Aiur ". Otros personajes, como Kerrigan o Zeratul lo describen como uno de los mejores guerreros que jamás ha existido entre los protoss.
A pesar de ser un fiero guerrero, Fénix se muestra en varias ocasiones bromista y divertido cuando está con sus amigos, por los que siente una lealtad inestimable, en especial por Jim Raynor y Artanis.
Su lugar favorito de todo Aiur era, curiosamente, el lugar donde murió, la Ciudadela de Antioch, pues fue allí donde encendió por primera vez una cuchilla psiónica y juró defender Aiur de los enemigos del Imperio Protoss.

## Frases

### Starcraft 1 y Brood War: Fénix fanático y Fénix dragón
Actor de doblaje:  Antonio Fernández Muñoz (Starcraft 1); Carlos Pizarro (Starcaft Brood War).

#### Frases de selección
- ¿Ejecutor?
- ¿Tu orden?
- ¿Qué me pedirías?
- Ansío la batalla

#### Seleccionado muchas veces seguidas
- No temo a ningún enemigo
- Porque el Khala es mi fuerza
- No temo a la muerte
- Porque nuestra fuerza es eterna

#### Frases de movimiento
- ¡Por Aiur!
- Inmediatamente
- Nak Da’Gala
- Como quieras

### Starcraft Remastered: Fénix fanático y Fénix dragón
Actor de doblaje: Luis Vicente Ivars.

#### Frases de selección
- ¿Ejecutor?
- ¿Tus órdenes?
- ¿En qué puedo servirte?
- Ansío la batalla

#### Seleccionado muchas veces seguidas
- No temo a ningún enemigo
- Porque el Khala es mi fuerza
- No temo a la muerte
- Porque nuestra fuerza es eterna

#### Frases de movimiento
- ¡Por Aiur!
- De inmediato
- Nak Da’Gala
- Como quieras

### Starcraft 2 Legacy of the Void: Talandar
Actor de doblaje: Luis Vicente Ivars.

#### Frases de selección
- ¿Jerarca?
- ¿Tu orden?
- ¿Qué ordenas?
- Ansío la batalla
- Habla, y serás escuchado
- En Taro Adún
- Soy la cuchilla de Artanis
- ¡Isa atu!

#### Seleccionado muchas veces seguidas
- En este campo de batalla buscó la gloria del combate. No necesitamos palabras, jerarca, nuestras cuchillas hablarán por nosotros.
- ¿Qué es lo que buscas, amigo mío?
- Es en la furia el combate donde me encuentro más cercano a las memorias de Fénix. Puedo ver a través de sus ojos.
- A medida que se abría paso entre sus enemigos, Fénix se repetía a sí mismo el código por el que vivía. Eso le recordaba por qué luchaba.
- No temo a ningún enemigo. Porque el Khala es mi fuerza.
- No temo a la muerte. Porque nuestra fuerza es eterna.
- Que sus servicios sean recordados por siempre, y su muerte, nunca olvidada.

#### Frases de movimiento
- ¡Por Aiur!
- ¡Inmediatamente!
- ¡Nak Da’Gala!
- Como órdenes
- Que tu voluntad se manifieste
- Nada me detendrá
- ¡Que el honor me guíe!
- Sin dudar

#### Frases de ataque
- A la batalla
- ¡Por la gloria de los Daelaam!
- ¡Que nuestros enemigos sean purificados!
- ¡Muerte a los que se opongan!
- ¡Así sirvo!
- ¡Por Adún!
- ¡Que mis cuchillas sean certeras!

#### Frase de “atrapado en combate”
- Venid y uníos, hermanos, a la gloria de la batalla.

## Comandantes aliados
Fénix/Talandar es uno de los comandantes jugables en el modo cooperativo de Starcraft 2: Legacy of the Void. Fue introducido con el parche 3.13 el día 1 de mayo de 2017. Su estilo de juego se basa en controlar al propio Fénix en el campo de batalla, intercambiando su IA entre tres trajes: La armadura de pretor, el dragón de solarita y el árbitro de Cybros, cada uno con sus habilidades y características propias. Además, introduce unidades tipo héroe; Fénix cuenta con un edificio especial, el Cónclave de los Purificadores. que permite descargar las conciencias de seis héroes Protoss en forma de IA, que se implantan en una unidad de su tipo. Cuando esta unidad muere, la conciencia del héroe se transporta inmediatamente a otra. Estos héroes son: Khaldalis (legionario), Talis (adepta),  Mojo (explorador), Taldarin (inmortal), el Belisario (coloso) y Clolarion (portanaves).

### Unidades

#### Legionario
Los legionarios son antiguos templarios cuyas memorias han sido trasladadas a máquinas para que su conocimiento militar y destreza sean preservados. Son guerreros de primera línea que no tienen miedo a nada ni a nadie. Cuentan con las siguientes habilidades:
- Carga (investigada): intercepta a las unidades terrestres enemigas y aumenta la velocidad de movimiento.

Descargar personalidad de lA de Khaldalis:
- Enfrentar: Khaldalis intercepta a la unidad objetivo.
- Cuchillas fortalecidas (investigar): Los ataques de Khaldalis infligen 9 (+X) de daño a las unidades cercanas.

#### Conservador
Los conservadores son un prototipo de las Centinelas protoss. Sus habilidades son las siguientes:
- Campo protector: Crea un escudo que reduce un 20% todo el daño de ataque que reciben las unidades aliadas. Dura 10 segundos.

- Modo fásico : Transforma el conservador el Modo fásico y genera un campo de energía como si fuera un Pilón. En conservador no puede moverse en este modo.

#### Adepta
Las adeptas son poderosas guerreras especializadas en acabar con objetivos sin armadura. SI algo se puede destacar de ellas es su movilidad, ya que pueden invocar sombras a las que teletransportarse, haciendo a estas guerreras cibernéticas un enemigo temible. Pueden mejorarse con:
- Proyección psiónica (investigada): Los ataques invocan una sombra invulnerable que ataca a los enemigos durante un breve período de tiempo.

Descargar personalidad de IA de Talis:
- Gladia de rebote (investigar): Una gladia mejorada que rebota y golpea hasta 3 unidades enemigas e inflige 25 (35 contra unidades ligeras) (+X) de daño cada una.

#### Inmortal
Los guerreros protoss caídos eran introducidos en los caminantes dragón, pero tras la caída de Aiur, esta tecnología se perdió. Los dragones restantes fueron convertidos en Inmortales, potentes máquinas de asedio. Los purificadores también han incorporado esta tecnología a su ejército:
- Barrera: absorbe hasta 100 de daño. Dura 10 segundos.

Descargar personalidad de IA de Taldarin:
- Disruptores gravitón: Los ataques crean un pozo de gravedad que atrae a las unidades enemigas cercanas al objetivo.

- Sobrecarga gravimétrica (investigar): Cada ataque almacena un 25% (+X%) del daño infligido al objetivo. Cuando esa unidad muere, explota e inflige todo el daño acumulado a las unidades enemigas cercanas.

#### Coloso
La única máquina protoss creada específicamente para destruir, los antiguos diseños de los colosos se guardaban en Endion y Cybros, y los Purificadores están dispuestos a emplearlos contra la amenaza de Amon.
- Trepar riscos: Esta unidad puede subir y bajar riscos.

Descargar personalidad de IA de el Belisario:
- Cronodistorsión : Los ataques debilitan a las unidades enemigas y ralentizan la velocidad de ataque y movimiento un 75%. Las unidades heroicas se ralentizan un 20%.

- Estallido purificador (investigar): Dispara un rayo devastador que inflige 200 (+X) de daño a la unidad objetivo.

#### Observador
Los observadores son sondas modificadas que poseen un dispositivo de camuflaje permanentemente activado. Se utilizan para recaudar información tras las líneas enemigas y así poder conocer todos y cada uno de sus movimientos.
- Camuflaje permanente: El Observador se camufla de forma permanente.

- Modo vigilancia: Coloca al observador en modo Vigilancia. El rango de visión del Observador aumenta un 50%, pero no puede moverse.

#### Disruptor
Los disruptores son IAs que almacenan una gran cantidad de memorias Protoss. Poseen un núcleo de solarita que puede proyectar energía a través de su casco, desatando así violentas explosiones. Poseen una serie de habilidades y mejoras:
- Nova purificadora: Dispara una bola de energía que emite una nova poderosa e inflige 150 de daño por proximidad y 50 más de daño a los escudos de las unidades y estructuras terrestres cercanas.

- Módulo de camuflaje (investigar): Camufla al Disruptor permanentemente.

- Eco Purificador (investigar): La Nova purificadora vuelve a explotar después de 2 segundos e inflige 75 de daño en un área grande.

#### Explorador
Antiguo caza Protoss que ha sido sustituido en la actualidad por los Fénix. El explorador cuenta con dos baterías de misiles de antimateria para enfrentarse a las amenazas aéreas y un par de ametralladoras para castigar a los enemigos terrestres. Sus habilidades son las siguientes: 
- Matriz sensora de combate (investigar): Los Exploradores obtienen +1 de alcance de ataque.

Descargar personalidad de IA de Mojo:
- Misiles de fuerza Los ataques aturden a la unidad aérea objetivo durante 2 segundos.

- Procedimiento de supresión (investigar): Lanza una andanada de Misiles antimateria que infligen 11 (22 contra unidades blindadas) (+X) de daño de área y aturden a las unidades aéreas cercanas durante 2 segundos.

#### Portanaves
Naves colosales que se disputan con las Tempestades el puesto de buque insignia. En combate, despliegan gran cantidad de naves menores, los interceptores, que vuelan a su alrededor disparando y confundiendo a los enemigos, lo cual hace que parezcan enormes avisperos metálicos.
- Construir interceptor: Construye interceptores que atacan automáticamente al objetivo del Portanaves. Los Portanaves no pueden atacar sin interceptores.

Descargar personalidad IA de Clolarion:
- Rayo solar: El daño del Rayo solar será mayor cuanto más tiempo permanezca Clorarion sobre un objetivo único.

- Construir interdictor (investigar): Construye interdictores que bombardean automáticamente a las unidades terrestres enemigas por 12 (+X) de daño.

### Progresión

#### Despliegue variable (nivel 1)
Fénix puede transposicionarse hacia cualquier lugar del campo de batalla con las múltiples configuraciones en su traje de armadura. El costo de las unidades de combate de Fénix se reduce un 20%.

#### Desbloquear: Cónclave de los Purificadores (nivel 2)
Desbloquea la estructura Cónclave de los Purificadores, que te permite investigar personalidades de IA de héroes protoss. Una vez investigadas, estas personalidades de IA se descargarán automáticamente en cualquier unidad huésped disponible. Desbloquea a Kaldadis (Legionario) y a Talis (Adepta).

#### Desbloquear: Traje de árbitro de Cybros (nivel 3)
Desbloquea el traje de árbitro de Cybros de Fénix. Este traje tiene habilidad de camuflarse y de camuflar a aliados cercanos, replegar unidades aliadas hacia su ubicación y utilizar Estasis para deshabilitar a las unidades enemigas.

#### Conjunto de mejoras para campeón de tropas de choque (nivel 4)
Desbloquea las siguientes mejoras en el Concilio crepuscular:
Los ataques de Khaldalis infligen daño de área.
La Gladia de rebote de Talis salta 2 veces más y hace que las unidades afectadas reciban daño adicional.

#### IA de campeón: Taldarin y Mojo (nivel 5)
Desbloquea las IA de los pretores Mojo (explorador) y Taldarin (inmortal) como investigación en el Cónclave de los Purificadores.

#### Fénix: mejora (nivel 6)
Desbloquea las siguientes mejoras en la forja:
Todas las armaduras de Fénix obtienen +10 de daño de ataque.
La armadura de Árbitro de Cybros tiene detección.

#### Nueva unidad: disruptor (nivel 7)
Permite la construcción de disruptores en la Bahía robótica.

#### IA de campeón: el Belisario y Clolarion (nivel 8)
Desbloquea más personalidades de IA en el Cónclave de los Purificadores: el Belisario (Coloso) y Clolarion (Portanaves).

#### Conjunto de mejoras para especialista (nivel 9)
Desbloquea las siguientes mejoras:
Los Disruptores obtienen camuflaje permanente (bahía robótica).
La Nova purificadora del Disruptor explota dos veces (bahía robótica).
Aumenta la duración del Campo protector un 100% (Núcleo cibernético).

#### Eficiencia operativa (nivel 10)
Las estructuras ya no tienen requisitos técnicos y se reduce un 100% su costo de gas.

#### Protocolo de venganza (nivel 11)
Todas las personalidades de campeón obtienen un 25% más de velocidad de movimiento y ataque durante 10 segundo cuando se transfieren a una nueva unidad de coraza.

#### Conjunto de mejoras para campeón de asalto (nivel 12)
Desbloquea las siguientes mejoras:
Los ataques de Taldarin almacenan daño en el enemigo. Este daño se libera e inflige daño de área cuando la unidad muere (bahía robótica).
Le permite a Mojo lanzar una andanada de Misiles antimateria (baliza de la flota).

#### Descarga rápida (nivel 13)
Los trajes de armadura de Fénix que están inactivos regeneran salud y escudos un 50% más rápido.

#### Conjunto de mejoras para campeón de asedio (nivel 14)
Desbloquea las siguientes mejoras:
El Belisario puede lanzar una explosión devastadora sobre una unidad enemiga (bahía robótica).
Clolarion puede construir intraceptores para bombardear unidades enemigas (baliza de la flota).

#### Red de datos tácticos (Nivel 15)
Las habilidades especiales de los campeones de IA obtiene más fuerza por cada unidad del mismo tipo controlada por Fénix (hasta una bonificación máxima de 10 unidades).